# Barrage de Saint-Étienne-Cantalès
Pour les articles homonymes, voir Saint-Étienne (homonymie).
Le barrage de Saint-Étienne-Cantalès est un barrage en béton situé en France sur la Cère, dans le Massif central.

## Généralités
Le barrage de Saint-Étienne-Cantalès est situé sur les communes de Saint-Gérons (rive gauche) et de Saint-Étienne-Cantalès (rive droite), dans le département du Cantal, dans le Massif central. Il retient les eaux de la Cère. Exploité par EDF, il est placé sous le contrôle de la DRIRE Auvergne.
Le barrage a une hauteur de 69 mètres. Sa retenue, longue d'environ 12,5 kilomètres, reçoit également les eaux de l'Authre. Elle forme le lac de Saint-Étienne-Cantalès (ou du Ribeyrès), une vaste étendue d'eau de 5,62 km2 aménagée pour la baignade et les sports nautiques : Puech des Ouilhes, Rénac-Plage, Espinet-Plage. Une passerelle himalayenne de 124 mètres de long relie les presqu'îles de Rénac et d'Espinet.
Il fait partie des installations intégrées à l’Unité de production Centre, et appartient au groupe d’exploitation hydraulique de la Dordogne. Il dispose d'une puissance installée de 106 mégawatts.

## Histoire
Le projet datait de la période de l'intense spéculation boursière des années 1920 sur l'hydroélectricité. Finalement construit de 1939 à 1945, par Forces motrices du Cantal (ingénieurs, techniciens et ouvriers du chantier qui ont activement participé aux réseaux de la Résistance), il fut inauguré le 1er juillet 1945 par le Général de Gaulle et le Sultan du Maroc. Le barrage fait partie du réseau des lieux de mémoire de la Résistance.
En 2010, la société Shéma (filiale d’EDF) obtient l’autorisation de réaliser sur la Cère un « deuxième aménagement en amont, sur la queue de retenue du lac », à Saint-Mamet-la-Salvetat, pour un montant de 10 à 12 millions d’euros.

## Galerie

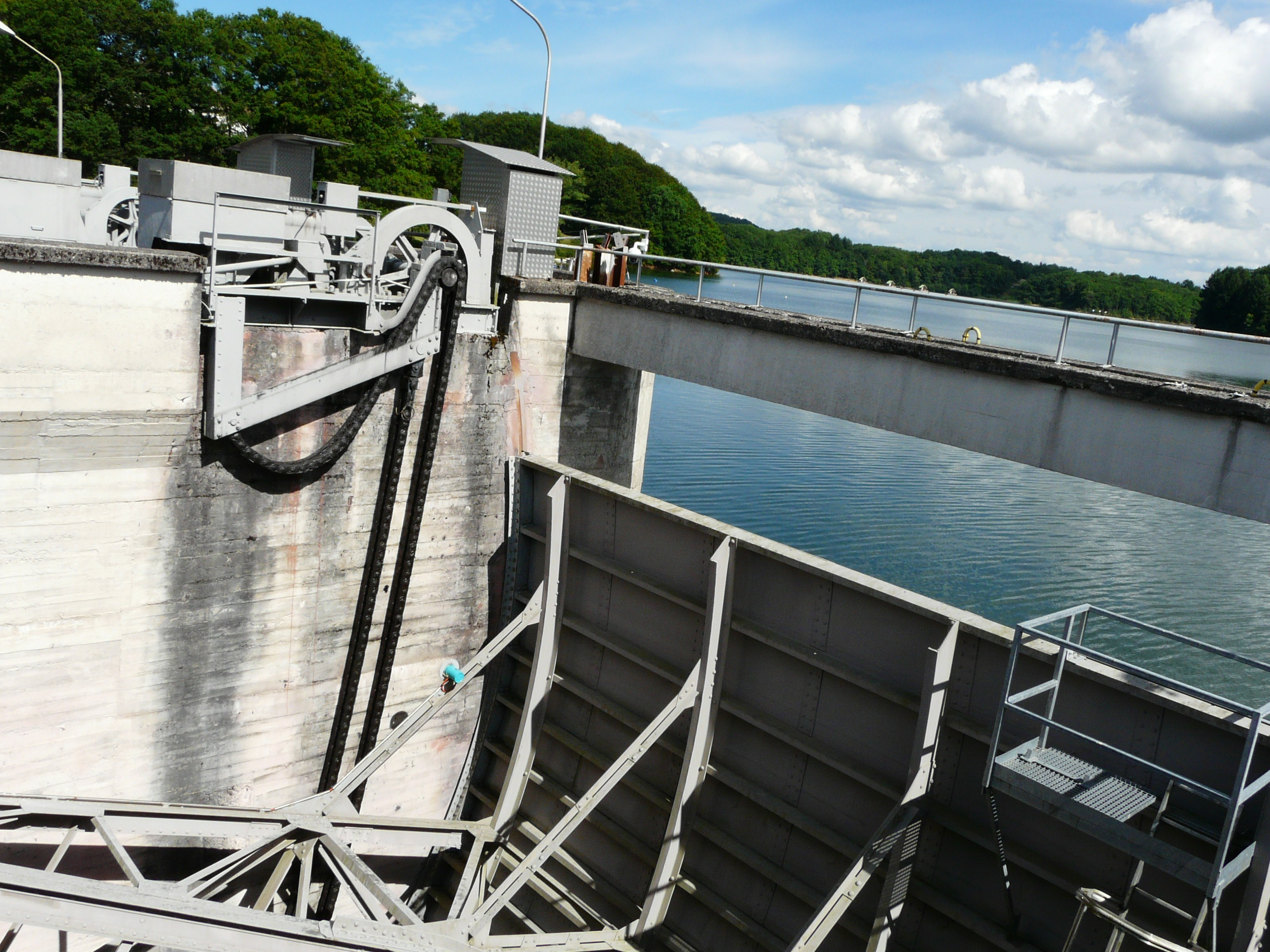
La porte amont d'un des deux évacuateurs de crue.
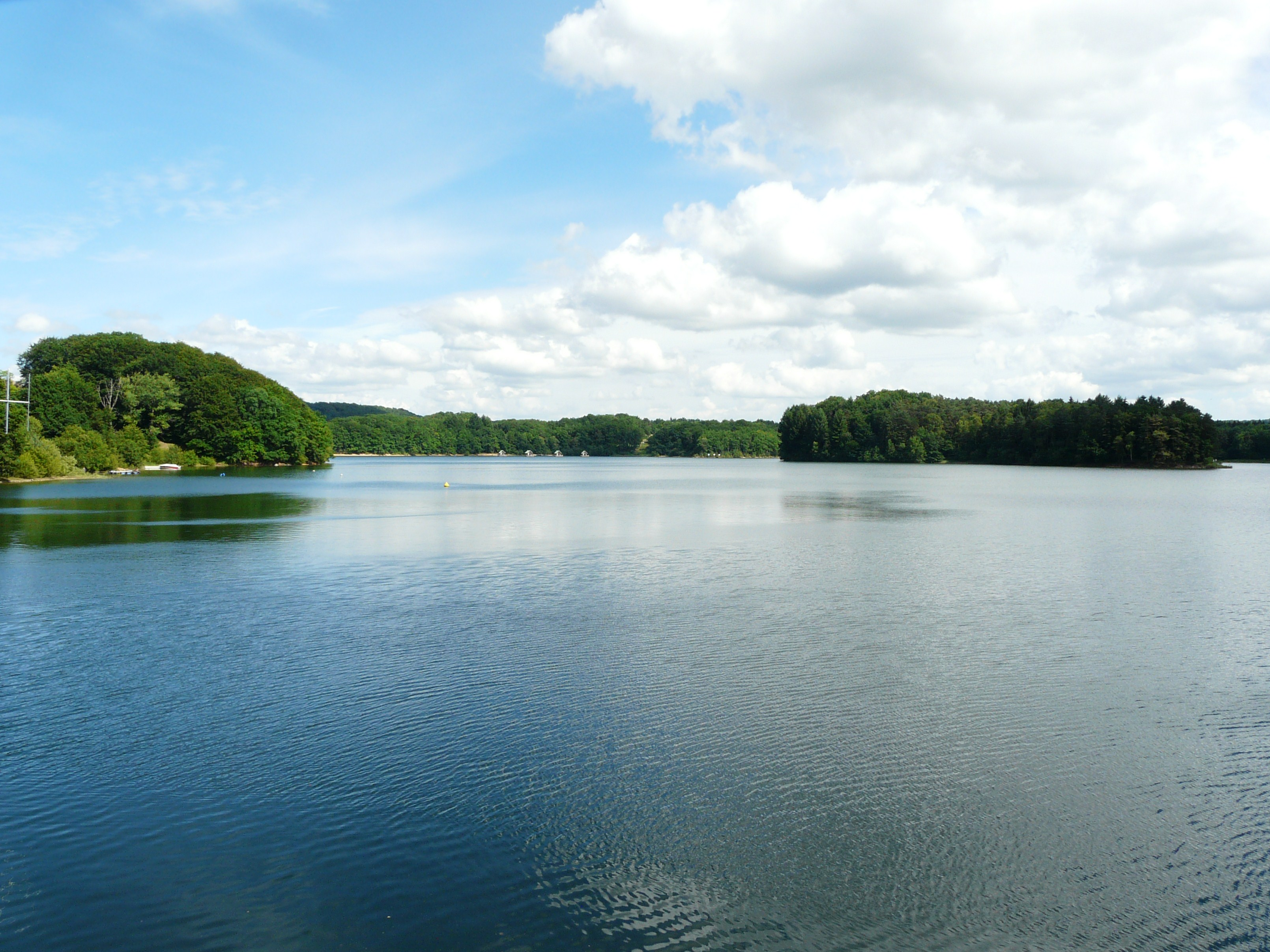
La retenue juste en amont du barrage.
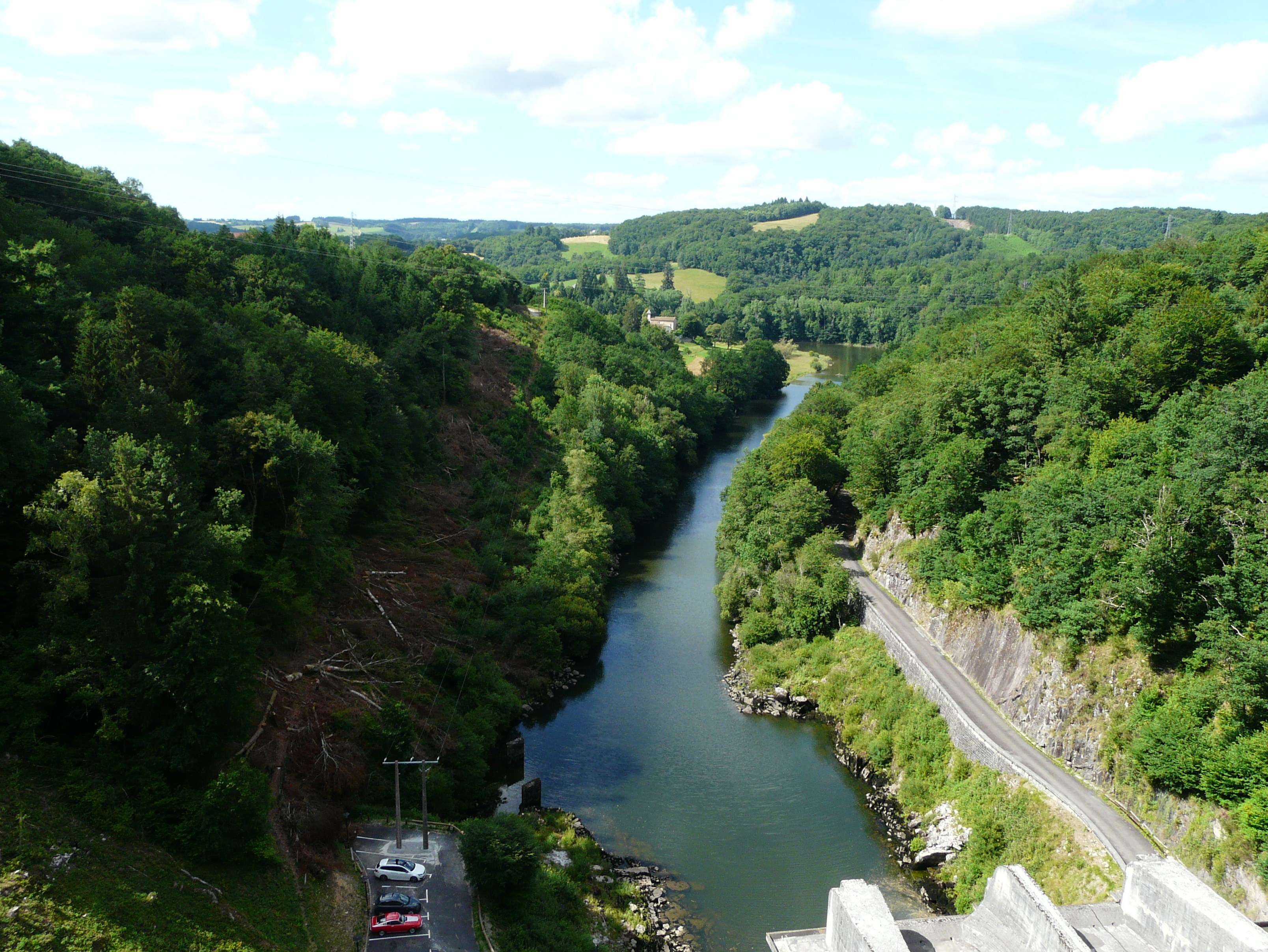
La Cère juste en aval du barrage.